# Bohumír Janský
Bohumír Janský (* 30. července 1951, Plzeň) je český geograf a hydrolog působící na Přírodovědecké fakultě Univerzity Karlovy.

## Životopis
V roce 1969 absolvoval gymnázium v Plasích, v roce 1974 ukončil studium geografie na Přírodovědecké fakultě Univerzity Karlovy. Tématem jeho diplomové práce bylo Odlezelské jezero. Na fakultě zůstal po absolutoriu jako asistent, později docent. Ve své vědecké práci se věnuje především hydrologii (hydrogeografii) a ochraně vod před znečištěním. Dne 20. června 2012 byl jmenován profesorem.

## Prameny Amazonky

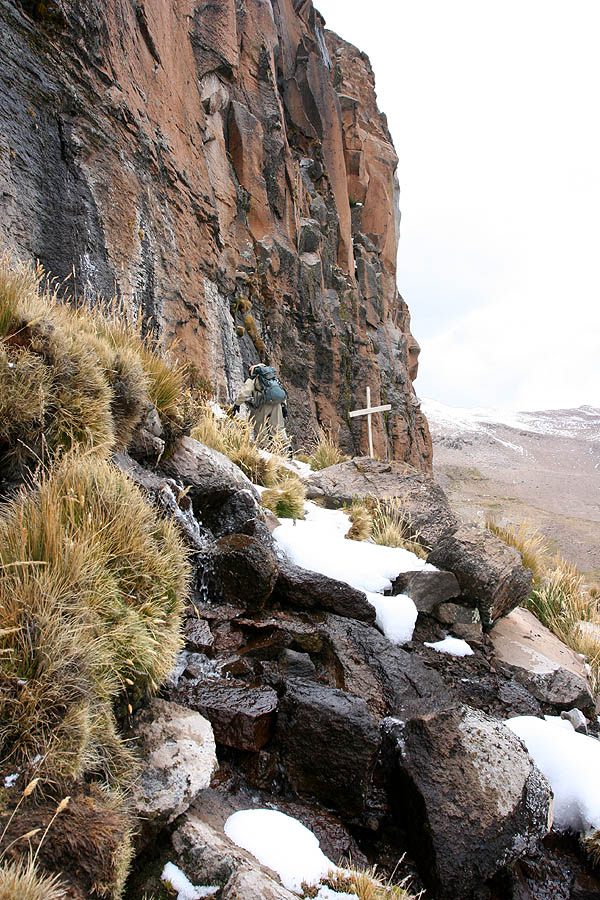
Pramen Carhuasanty pod Nevado del Mismi

Od začátku 90. let 20. století se zabývá výzkumem v pramenné oblasti řeky Amazonky v jižní části Peru. Do této oblasti vedl vědecké expedice Hatun Mayu 1999 a Hatun Mayu 2000 (v kečuánštině velká řeka). Tyto výpravy přinesly informace o celé pramenné oblasti řeky Lloquety, tvořící horní tok řeky Apurímac, která soutokem s Urubambou vytváří Ucayali - hlavní pramennou řeku Amazonky.
Výpravy zpracovaly hydrologické, geologické a geomorfologické mapy oblasti. Dále zaznamenaly teploty vody a vzduchu, průtoky řek a zpracovaly mapu půd pramenné oblasti.
Při výzkumu se soustředily zejména na čtyři hlavní pramenné toky řeky Lloquety - řeky Carhuasanta, Apacheta, Ccaccansa a Sillanque. Provedené výzkumy zjistily, že nejdelší a plošně největší povodí má Carhuasanta, největší vodnost Apacheta a nejvyšší nadmořskou výšku pramene řeka Ccaccansa. Nejvzdálenějším místem povodí od ústí Amazonky do Atlantského oceánu je vrchol hory Nevado del Mismi, z něhož odtéká voda do povodí Carhuasanty. Ze čtyř hlavních kritérií pro určení hlavního pramene splňovala dvě řeka Carhuasanta. Zjištěné rozdíly však byly minimální, a proto Janský navrhl hovořit o čtyřech pramenných tocích řeky Lloquety (a celé Amazonky).

## Vybrané publikace
- JANSKÝ, B. (1997): Bajkal - vývoj riftové zóny. Geografie - Sborník ČGS. Roč. 102, č. 2, s. 89-97, Praha.
- JANSKÝ, B. (2001): Přibajkalsko a Zabajkalsko. In.: Světová pohoří, 2. díl – Asie. Euromedia Group, k.s. ISBN 80-242-0291-3. Praha
- JANSKÝ, B., ŠOBR, M. a kol. (2003): Jezera České republiky. Monografie. Katedra fyzické geografie a geoekologie na PřFUK v Praze, Praha, 216 s.
- JANSKÝ, B. a kol. (2004 edit.): K pramenům Amazonky. Monografie. Ottovo nakladatelství, Praha, 248 s.